# 메타폰툼

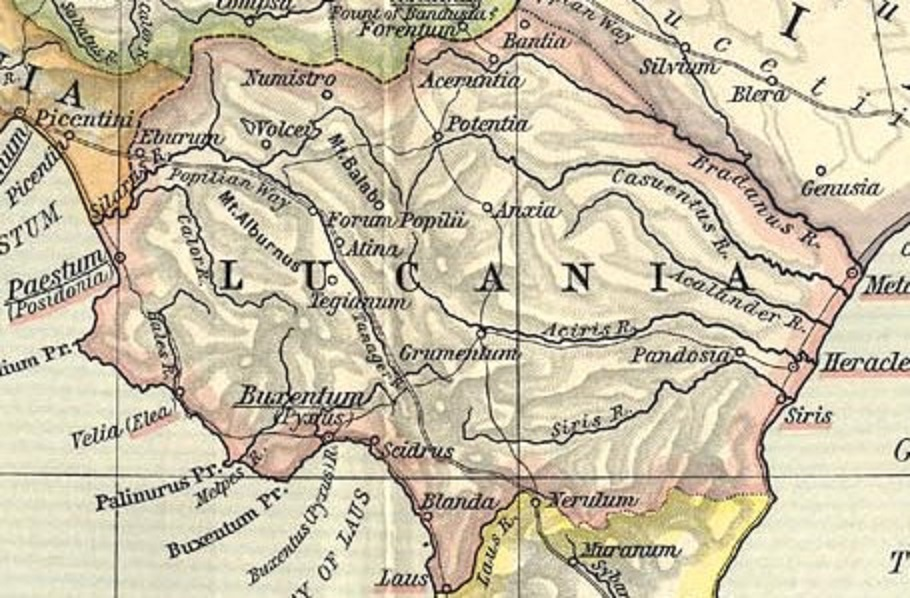
메타폰툼(중간 오른쪽)이 나타나 있는 고대 루카니아의 지도

메타폰툼(그리스어: Μεταπόντιον 메타폰티온[*], 라틴어: Metapontum)은 마그나 그라이키아의 주요도시 중 하나로, 타란토 만의 서쪽에 위치하였다. 기원전 700년경에 아카이아의 식민지로 건설된 도시였다. 메타폰토에 그 유적이 남아 있다. 스트라본과 솔리누스는 그 토대를 필로스의 본체로 여겨진다.

## 참고 자료
- Kraay, Colin M. (1976) Archaic and Classical Greek Coins Sanford J. Durst, NY, ISBN 0-915262-75-4
- Rutter, N.K. (2001). ed Historia Numorum: Italy, The Trustees of the British Museum. ISBN 0-7141-1801-X